# Hypnotic Underworld
Hypnotic Underworld es el sexto álbum de estudio de la banda japonesa Ghost, lanzado el 27 de enero de 2004 por Drag City. Es el primer álbum en presentar al violonchelista/bajista Rakuyuki Moriya y el percusionista Junzo Tatewia, quienes reemplazaron a Hiromichi Sakamoto y Setsuko Furuya respectivamente.
El álbum tiene dos covers: "Hazy Paradise" de Earth and Fire y "Dominoes" de Syd Barrett.

## Lista de canciones
| N.º | Título                                                 | Duración |  |
| 1.  | «Hypnotic Underworld" - IV. "Leave the World!" (0:22)» | 23:56    |  |
| 2.  | «Hazy Paradise»                                        | 4:52     |  |
| 3.  | «Kiseichukan Nite»                                     | 5:03     |  |
| 4.  | «Piper»                                                | 6:41     |  |
| 5.  | «Ganagmanag»                                           | 10:04    |  |
| 6.  | «Feed»                                                 | 7:06     |  |
| 7.  | «Holy High»                                            | 6:09     |  |
| 8.  | «Dominoes/Celebration for the Gray Days»               | 6:43     |  |